# Жуково (деревня, городской округ Солнечногорск)
Жуково — деревня в Московской области России. Входит в городской округ Солнечногорск.

## Население
| 1852 | 1859 | 1890 | 1899 | 1926 | 1932 | 1966 |
| ---- | ---- | ---- | ---- | ---- | ---- | ---- |
| 55   | ↗58  | ↘50  | ↗56  | ↗94  | ↗123 | ↘45  |
| 1998 | 2002 | 2010 |      |      |      |      |
| ↘1   | ↗2   | ↘0   |      |      |      |      |

## География
Деревня Жуково расположена на севере Московской области, в западной части округа, примерно в 8 км к югу от города Солнечногорска, в 39 км к северо-западу от Московской кольцевой автодороги, на левом берегу реки Истры. Западнее проходит Пятницкое шоссе Р111. К деревне приписано садоводческое некоммерческое товарищество. Ближайшие населённые пункты — деревни Малые Снопы, Мелечкино, Судниково и Новинки.

## История
В «Списке населённых мест» 1862 года Жуково — владельческая деревня 1-го стана Клинского уезда Московской губернии по правую сторону Санкт-Петербурго-Московского шоссе, в 30 верстах от уездного города, при колодце, с 8 дворами и 58 жителями (26 мужчин, 32 женщины).
По данным на 1890 год — деревня Солнечногорской волости Клинского уезда с 50 душами населения.
В 1913 году — 12 дворов.
По материалам Всесоюзной переписи населения 1926 года — деревня Новинского сельсовета Солнечногорской волости в 6,4 км от Пятницкого шоссе и 11,73 км от станции Подсолнечной Октябрьской железной дороги, проживало 94 жителя (45 мужчин, 49 женщин), насчитывалось 16 крестьянских хозяйств.
С 1929 года — населённый пункт в составе Солнечногорского района Московского округа Московской области. Постановлением ЦИК и СНК от 23 июля 1930 года округа как административно-территориальные единицы были ликвидированы.
1929—1939 гг. — деревня Новинского сельсовета Солнечногорского района.
1939—1957, 1960—1963, 1965—1987 гг. — деревня Обуховского сельсовета Солнечногорского района.
1957—1960 гг. — деревня Обуховского сельсовета Химкинского района.
1963—1965 гг. — деревня Обуховского сельсовета Солнечногорского укрупнённого сельского района.
1987—1994 гг. — деревня Соколовского сельсовета Солнечногорского района.
В 1994 году Московской областной думой было утверждено положение о местном самоуправлении в Московской области, сельские советы как административно-территориальные единицы были преобразованы в сельские округа.
С 1994 до 2006 гг. деревня входила в Соколовский сельский округ Солнечногорского района..
С 2005 до 2019 гг. деревня включалась в Соколовское сельское поселение Солнечногорского муниципального района.
С 2019 года деревня входит в городской округ Солнечногорск, в рамках администрации которого деревня относится к территориальному управлению Соколовское.